# Heinrich Greiner
Heinrich „Heinz“ Greiner (* 12. August 1895 in Amberg; † 19. November 1977 in Rottach-Egern) war ein deutscher Offizier, zuletzt Generalleutnant im Zweiten Weltkrieg, und Militärschriftsteller.

## Leben
Heinrich Greiner trat als Fahnenjunker am 3. August 1914 in die bayerische Armee ein. Am 12. Juni 1915 wurde er im Infanterie-Regiment 13 (Ingolstadt) zum Leutnant (Patent 15. November 1913) befördert. Er diente als Offizier im Ersten Weltkrieg. Im Ersten Weltkrieg wurde er u. a. mit dem Eisernen Kreuz 1. Klasse, dem bayerischen Militärverdienstorden 4. Klasse mit Schwertern und dem österreichisch Militärverdienstkreuz 3. Klasse ausgezeichnet.
Nach dem Ende des Krieges wurde er in die Reichswehr übernommen und kam zum 19. Infanterie-Regiment. 1923 war er in der 8. (MG)-Kompanie des Regiments und 1930 war er als Hauptmann; Beförderung am 1. Juni 1928; Chef der 14. Kompanie des 19. Infanterie-Regiments. Am 1. Januar 1935 wurde er Lehrer an der Kriegsschule München. 
Ab 1936 betätigte sich Greiner als Autor militärischer Schriften und Bücher.
In der Wehrmacht blieb er Lehrer an der Kriegsschule München. Er wurde am 1. Januar 1938 Oberstleutnant. Am 10. November des gleichen Jahres wurde er Kommandeur des III. Bataillons des Infanterie-Regiments 63 bei der 27. Infanterie-Division und blieb dies über den Beginn des Zweiten Weltkriegs hinaus. Das Regiment nahm am Überfall auf Polen teil. Anschließend war er vom 1. Februar 1940 bis zur Umgliederung Mitte Oktober 1940 Kommandeur des Infanterie-Regiments 63. Mit dem Regiment nahm er am Westfeldzug teil. Zum 8. Oktober 1940 wurde er Leiter der Vorschriftenstelle beim General der Infanterie des OBH und wurde in dieser Position am 1. November 1940 zum Oberst befördert. Vom 20. April 1941 an führte er das Infanterie-Regiment 499 bei der 268. Infanterie-Division.
Ab 6. Januar 1942 war er Kommandeur der 268. Infanterie-Division, welche an der Ostfront stand. Am 1. März 1942 wurde er zum Generalmajor (Patent 1. September 1942) und am 1. Januar 1943 zum Generalleutnant befördert und in den Folgemonaten war die Division erst in der Schlacht um Kursk und später in den Verteidigungsschlachten um Brjansk und Mogilev aktiv. Durch die erlittenen starken Verluste wurde die Division im November 1943 auf eine Divisionsgruppe 268 heruntergestuft. Diese Divisionsgruppe wurde kurze Zeit später zur Aufstellung der 362. Infanterie-Division herangezogen.
Vom 11. November 1943 bis 31. Dezember 1944 war er Kommandeur der neu aufgestellten 362. Infanterie-Division. Unter seinem Kommando war die Division erst zum Küstenschutz an der oberen Adriaküste eingesetzt. Nach der Landung der Alliierten im Januar 1944 kam die Division in den Raum Anzio-Nettuno. Nahe Rom wurde die Division im Juni 1944 aufgerieben und über den Sommer hinweg aufgefrischt. Anschließend wurde die Division bis September 1944 immer weiter zurückgedrängt und besetzte letztendlich die Gotenstellung. Durch den Winter 1944/45 kam es zum Stillstand der Kämpfe und Greiner gab Ende 1944 das Kommando ab.
Angehörige der Einheiten der 362. Infanterie-Division wurden vom Juni bis Oktober 1944 bei Partisanenbekämpfungsaktionen eingesetzt und waren in mehrere Kriegsverbrechen in der Toskana und der Emilia-Romagna verwickelt. Darunter war zwischen dem 29. September 1944 und 5. Oktober 1944 das Grenadier-Regiment 1059, welches am Massaker von Marzabotto beteiligt war. Insgesamt wurden laut dem von der Deutschen Bundesregierung finanzierten und von einer Historikerkommission geleiteten Projekt Atlante degli Stragi Naziste e Fasciste in Italia (dt. Atlas der nazistischen und faschistischen Massaker in Italien) etwa 70 Personen durch Angehörige der 362. Infanterie-Division getötet.

Der verlustreiche Einsatz der von Greiner befohlenen Divisionen führte zu einem Sinnspruch/Reim:
Die Division Greiner,
wird immer kleiner,
zum Schluss bleibt einer,

und das ist Greiner.
Von Januar 1945 bis April 1945 war Greiner in die Führerreserve versetzt.
Vom 12. April 1945 war er bis Kriegsende Befehlshaber im Wehrkreis VII (München), wodurch er auch als Nachfolger von General der Infanterie Karl Kriebel mit der Wahrnehmung der Geschäfte als Kommandierender Generals des Stellvertretenden Generalkommando VII. Armeekorps betraut wurde. Am 17. April 1945 erklärte Greiner die Donau zur Hauptkampflinie (HKL) und kündigte an, die Stadt Ingolstadt, wo er in der Reichswehr gedient hatte, unter allen Umständen halten zu wollen. Zu einer wirklichen Verteidigung der Stadt kam es nicht. Zwar wurden noch einige Brücken gesprengt, aber bereits am 27. April 1945 kam es zur Kapitulation.
Nach dem Krieg wohnte er in Waldsassen.

## Auszeichnungen (Auswahl)
- Eisernes Kreuz (1914) II. und I. Klasse
- Verwundetenabzeichen (1918) in Schwarz
- Spange zum Eisernen Kreuz II. und I. Klasse
- Ritterkreuz des Eisernen Kreuzes mit Eichenlaub[10]
  - Ritterkreuz am 22. September 1941
  - Eichenlaub am 5. September 1944 (572. Verleihung)

## Werke (Auswahl)
- gemeinsam mit Joachim Degener:
  - Krisen im Gefecht. Verlag Offene Worte, Berlin, 1936.
  - Gefechtsführung und Kampftechnik. Mittler, Berlin, 1936.
  - Taktik im Rahmen des verstärken Infanterie-Bataillons. Verlag Offene Worte, Berlin
    - 1. Auflage, 1936
    - 2. und 3. verbundene Auflage, 1937.
    - 4. und 5. verbundene Auflage, 1940.
    - 6. und 7. verbundene Auflage, 1941.

  - Aufgabenstellung und Übungsleitung mit praktischen Beispielen–Handbuch für den Truppenoffizier. Mittler, Berlin, 1938.
- Gefechte besonderer Art. Verlag Offene Worte, Berlin, 1937.
- Taktische Aufgaben im Regimentsverbände. Mittler, Berlin, 1938.
- Truppenkriegsgeschichte. Mittler, Berlin, 1939.
- Kriegslehren in taktischen Beispielen aus dem Weltkrieg 1914/18 und aus dem Polenfeldzug 1939. Mittler, Berlin, 1941.
- Kampftechnik. Mittler, Berlin, 1941.
- Kriegslehren in taktischen Beispielen aus dem Weltkrieg 1914/18 und aus den Kämpfen 1939/1941. Mittler, Berlin, 1944.
- Kampf um Rom, Inferno am Po. Vowinckel, Neckargemünd, 1968.